# Paul Wall
Paul Michael Slayton, conocido como Paul Wall (nacido el 11 de marzo de 1981) es un rapero, DJ, promotor y joyero estadounidense de Houston, Texas. Slayton está afiliado a "Swishahouse Records", antiguamente Swisha Blast Records.

## Biografía

### Comienzos
Paul se graduó en Jersey Village High School y estudió telecomunicaciones en la Universidad de Houston durante tres años. Sus padres son Michael T. y Rikki L. Slayton, también de Houston. Slayton también es conocido como "Iceman". Los comienzos de Wall en la industria musical llegaron como miembro deThe Color Changing Click, un 'street team' (equipo de la calle) del noroeste de Houston, que formaba con Chamillionaire y que promocionaba a artistas (como T.I.) y sellos del sur (como Cash Money Records y The New No Limit). Paul también es un experto produciendo mixtapes (especialmente los ahora conocidos como screwed & chopped, un estilo novedoso que fue inventado por DJ Screw) y actuando como DJ en fiestas. Pese a haber declarado recientemente que South LE. (en el sur de Houston) es su base de operaciones, no es el barrio de donde Paul procede. El artista ha reivindicado varios barrios de la ciudad durante su carrera, desde De Soto en Acres Homes (su barrio natal), pasando por Gulf Bank (también en Acres Homes).

### Carrera
Paul Wall, Chamillionaire y Jon Higgins estuvieron antiguamente afiliados a Swishahouse Records, pero la dejaron por Paid in Full Records. Después de varios mixtapes y publicaciones independientes, incluido el exitoso Get Ya Mind Correct, los dos partieron caminos distintos poniendo saliendo mal de la relación. Chamillionaire continuó publicando por su cuenta, mientras que Paul volvió a Swishahouse records. Este movimiento le permitió aparecer en el primer sencillo comercial de Mike Jones, "Still Tippin'", de su álbum Who Is Mike Jones?. Este trabajo fue el primer screwed & chopped en recibir mejor acogida fuera del área de Houston. Temas como el mencionado "Still Tippin'" empezaban a tener presencia tanto en la radio como en la MTV. También ha participado en el álbum Peace Love And Thug, de John y Jeff.
Su debut en Swishahouse Records llegó con The People's Champ, cuarta grabación después de Get Ya Mind Correct (2002), The Chick Magnet (2004) y Controversy Sells (2005). Incluye el sencillo "Sittin' Sidewayz". El álbum ha vendido millones de copias y está disponible en versión screwed and chopped gracias a DJ Michael "5000" Watts.

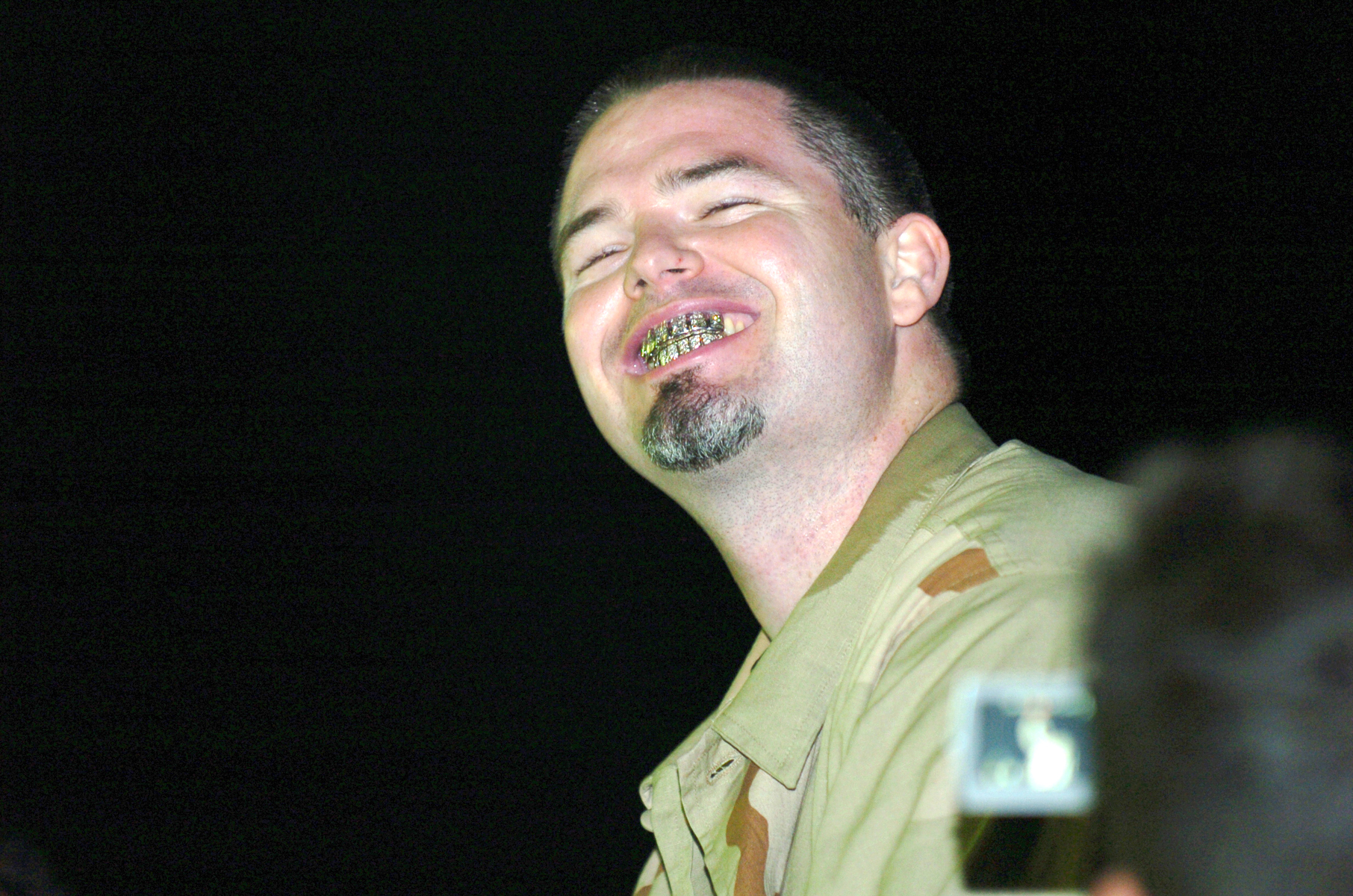
Wall enseñando sus Grillz.

En agosto de 2005, corrieron los rumores de que Paul Wall y Chamillionaire habían zanjado sus diferencias y volverían a la escena juntos de nuevo. Se quedó en eso, un rumor. Paul Wall también apareció con GLC en el tema "Drive Slow", del segundo álbum de Kanye West, Late Registration. Circularon también rumores que le colocaban en la discográfica de 50 Cent, G-Unit Records. También incierto.
Paul Wall es el dueño de TV Jewelry en Houston. El negocio se especializa en la producción de grills, (dentaduras personalizadas hechas de oro, plata, platino en la que los diamantes suelen hacer de empaste). Los Grills han crecido como la espuma hasta el punto de convertirse en toda una moda en la cultura del rap, especialmente en el sur. Tanta ha sido su influencia que existe una canción titulada así, "Grillz", del rapero Nelly y donde colabora, entre otros, Paul Wall.
En la primavera de 2008, se unió a Paul Wall un extraño cantante de música llamado Tech N9ne en una gira nacional, que también contó con el rapero de Brooklyn; Ill Bill.
En la campaña presidencial de 2008, Paul Wall se pronunció a favor del candidato Barack Obama. Él fue citó en la revista The Source: "Barack parece verdadero líder para todo el mundo, mientras que la mayoría de la gente en campaña, incluyendo a Hillary Clinton, parecen ser sólo políticos. Barack parece ser genuino y sincero acerca de sus creencias. Él es desinteresado, mientras que los otros son egoístas. Votaré a Barack este año y eso que nunca he votado antes".
Paul Wall aparece como el rapero ficticio Grillionaire en la película I Hope They Serve Beer in Hell, lanzado el 25 de septiembre de 2009. Él, junto con los guionistas Nils Parker y Tucker Max, coescribió canciones para la película.
En 2010, Paul Wall apareció en el álbum Przyjaźń, Duma, Godność (esp. 'Amistad, Orgullo y Dignidad') de un artista de rap polaco llamado Kaczor.
En febrero de 2011, Paul apareció en un episodio de CSI: Crime Scene Investigation, junto con el rapero Yelawolf y la cantante Christina Milian.
El 7 de marzo del 2012 Paul Wall lanzó un mixtape titulado "No Sleep Para Houston" que alcanzó la certificación de oro. Paul Wall lanzó un mixtape colaboración con Slim Thug para 2013 NBA All-Star celebrado en Houston.
El 10 de diciembre de 2013, Paul Wall lanzó su séptimo álbum de estudio, una ofrenda de 11 pistas, titulado CheckSeason, que contó con contribuciones de Stunna Bam, Killa Kyleon, Slim Thug, Lil' Keke, Kid Ink y Young Dolph. El disco fue lanzado de forma independiente a través de su sello discográfico particular; Paul Wall Music Recording.

### Apariciones públicas y curiosidades

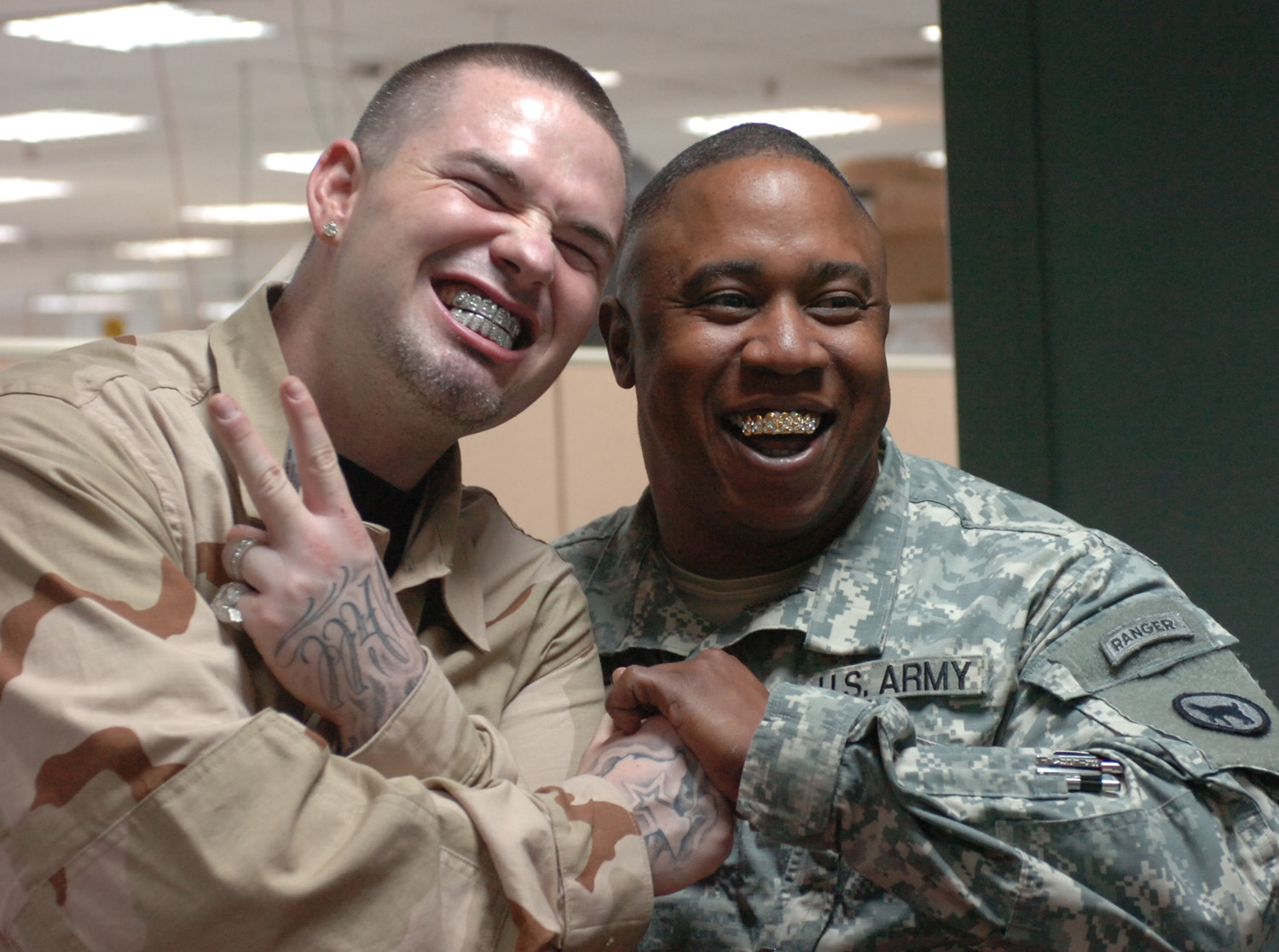
Wall con un soldado estadounidense en 2007.

- Paul participó en el tema Machete Reloaded con Daddy Yankee.
- Paul fue invitado al The Howard Stern Show el 3 de octubre de 2005.
- Paul participó en el hit "My Lowrider", del mixtape Stop Snitchin Stop Lyin', donde cantaban The Game, Techniec, Ice Cube, E-40, Chingy, Crooked I y Lil' Rob (producido por CHOPS).
- Paul colaboró junto con Mike Jones y Slim Thug en el remix G-Unit de "Still Tippin'" feat. Young Buck, Spider Loc y 50 Cent.
- También colaboró en el Its Going Down, mixtape de DJ Lt. Dan y CHOPS.
- Colaboró junto GLC en el tema Drive Slow del segundo álbum de Kanye West, Late Registration.
- Paul pronto publicó el mixtape National Champs con DJ Clue y CHOPS.
- Paul Wall participó en el exitazo "Grillz" con Nelly, Ali y Gipp.
- Paul Wall también ha aparecido en el Chingo Bling mixtape, junto con Mike Jones, Chamillionaire, Lil' Flip o Slim Thug.
- Paul Wall Colaboró con Brooke Hogan y con Kristin Hogan en la grabación de sus materiales discográficos.
- Paul Wall fue invitado a El Show de Andy Milonakis.
- Paul Wall fue el invitado especial en un episodio de My Super Sweet 16.

## Vida personal
Lleva casado con su esposa Crystal desde octubre de 2005, y el 18 de abril tuvieron su primer hijo: William "Fat" Patrick Slayton. En 2010 Paul se expuso a una operación quirúrgica para adelgazar, le fueron extirpados 45.36 kilogramos en total.

## Discografía

### Propios

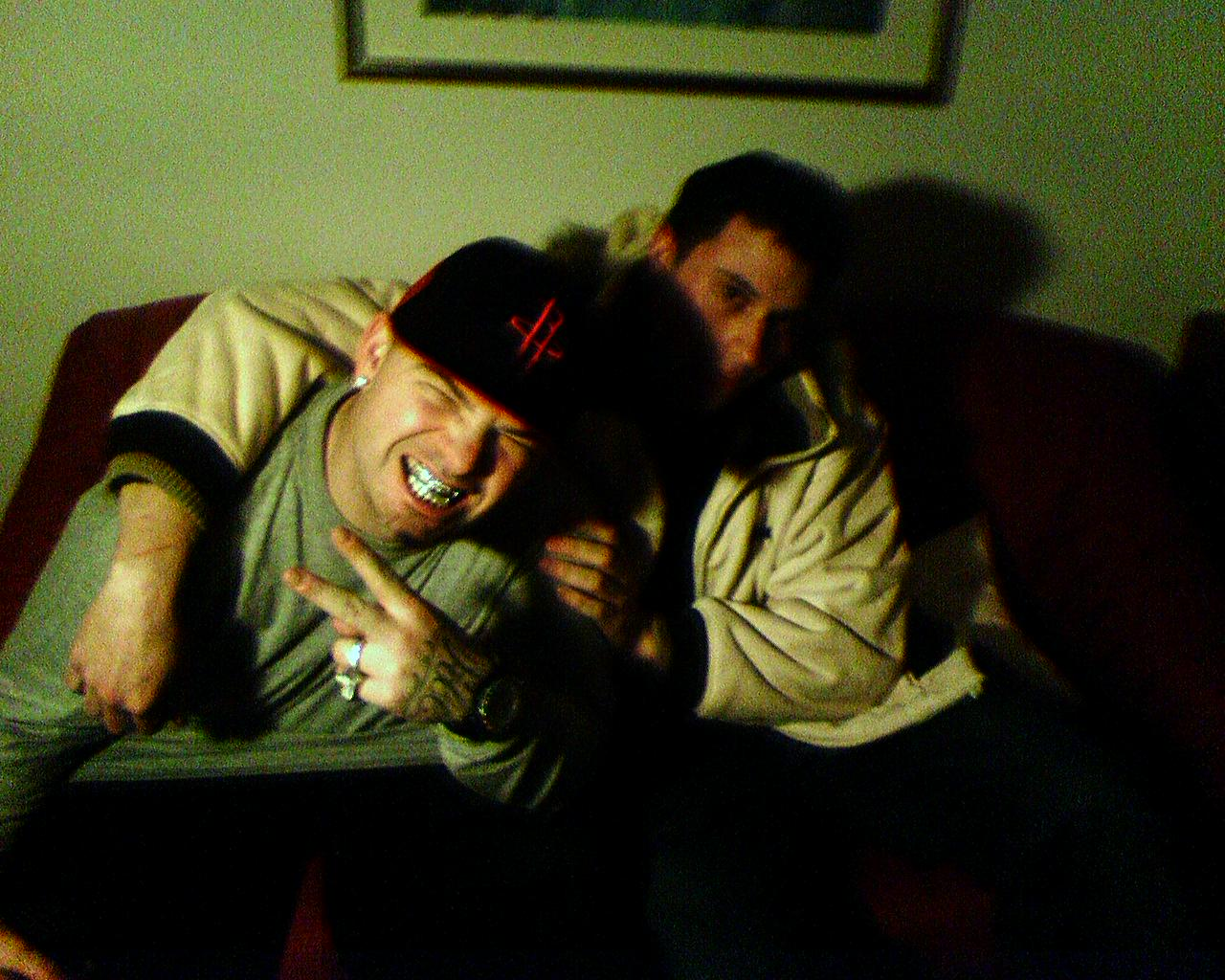
Paul Wall posando allá por el 2008.

| Año  | Detalles                                                                                                | Posición | Posición | Posición | Certificaciones |
| Año  | Detalles                                                                                                | US 200   | US R&B   | US Rap   | Certificaciones |
| ---- | --- | -------- | -------- | -------- | --------------- |
| 2005 | The Peoples Champ - Fecha de salida: 20 de septiembre de 2005 - Productora: Swishahouse/Asylum/Atlantic | 1        | 1        | 1        | - US: Platino   |
| 2007 | Get Money, Stay True - Fecha de salida: 3 de abril de 2007 - Productora: Swishahouse/Asylum/Atlantic    | 8        | 2        | 1        |                 |
| 2009 | Fast Life - Fecha de salida: 12 de mayo de 2009 - Productora: Swishahouse/Asylum                        | 15       | 6        | 4        |                 |
| 2010 | Heart of a Champion - Fecha de salida: 13 de julio de 2010 - Productora: Swishahouse/Asylum             | 58       | 11       | 6        |                 |

### Colaboraciones
| Título                                   | Detalles                                                                                         | Posiciones | Posiciones | Ventas        |
| Título                                   | Detalles                                                                                         | US Ind.    | US R&B     | Ventas        |
| ---------------------------------------- | ------------------------------------------------------------------------------------------------ | ---------- | ---------- | ------------- |
| Get Ya Mind Correct (con Chamillionaire) | - Lanzado: 25 de junio del 2002 (US) - Productora: Paid in Full - Formatos: CD, descarga digital | 43         | 67         | - US: 150,000 |
| Controversy Sells (con Chamillionaire)   | - Lanzado: 25 de enero del 2005 (US) - Productora: Paid in Full - Formatos: CD, descarga digital | 30         | 50         |               |

#### ÁLbumes independientes
| Título       | Detalles                                                                                            | Posiciones | Posiciones |
| Título       | Detalles                                                                                            | US Ind.    | US R&B     |
| ------------ | --------------------------------------------------------------------------------------------------- | ---------- | ---------- |
| Chick Magnet | - Lanzado: 24 de febrero del 2004 (US) - Productora: Paid in Full - Formatos: CD, descarga digital  | 37         | 54         |
| #Checkseason | - Lanzado: 10 de diciembre del 2013 (US) - Productora: Paul Wall Music - Formatos: Descarga digital | —          | —          |

### Álbumes remix
| Título                                                                 | Detalles | Posiciones |
| Título                                                                 | Detalles | US R&B     |
| ---------------------------------------------------------------------- | --- | ---------- |
| Get Money, Stay True (Chopped and Screwed) (con Michael "5000" Watts") | - Lanzado: 3 de abril del 2007 - Productora: Swishahouse, Asylum, Atlantic - Formatos: CD, descarga digital | 61         |

### Mixtapes
| Título                                          | Detalles                                                                                      |
| ----------------------------------------------- | --------------------------------------------------------------------------------------------- |
| Sole Music                                      | - Lanzado: 11 de junio del 2010 (US) - Productora: Swishahouse - Formatos: Descarga digital   |
| No Sleep Til Houston                            | - Lanzado: 7 de marzo del 2012 (US) - Productora: Swishahouse - Formatos: Descarga digital    |
| Welcome 2 Texas Vol. 3 (with Slim Thug)         | - Lanzado: 16 de febrero del 2013 (US) - Productora: Swishahouse - Formatos: Descarga digital |
| M.I.B. (Making Independent Bread) (with D-Boss) | - Lanzado: 27 de marzo del 2014 (US) - Productora: Swishahouse - Formatos: Descarga digital   |

## Sencillos

### Propios
| Año  | Canción                                      | U.S. Hot 100 | U.S. R&B | U.S. Rap | Álbum                |
| ---- | -------------------------------------------- | ------------ | -------- | -------- | -------------------- |
| 2005 | "Sittin' Sidewayz" (feat. Big Pokey)         | 93           | 34       | 24       | The Peoples Champ    |
| 2006 | "They Don't Know" (feat. Mike Jones & Bun B) | —            | 71       | —        | The Peoples Champ    |
| 2006 | "Girl"                                       | 35           | 42       | 7        | The Peoples Champ    |
| 2007 | "Break 'Em Off" (feat. Lil' Keke)            | 72           | 58       | 21       | Get Money, Stay True |
| 2007 | "I'm Throwed" (feat. Jermaine Dupri)         | 87           | 47       | 21       | Get Money, Stay True |
| 2009 | "Bizzy Body" (feat. Webbie & Mouse)          | —            | 49       | 23       | Fast Life            |
| 2010 | "I'm on Patron"                              | —            | —        | —        | Heart of a Champion  |

### Como colaborador
| Año  | Canción | U.S. Hot 100 | U.S. R&B | U.S. Rap | Álbum                     |
| ---- | --- | ------------ | -------- | -------- | ------------------------- |
| 2004 | "Still Tippin'" (Mike Jones feat. Slim Thug & Paul Wall)                                                               | 60           | 25       | 14       | Who Is Mike Jones?        |
| 2005 | "What You Been Drankin On?" (Jim Jones feat. P. Diddy, Paul Wall & Jha Jha)                                            | 50           | 30       | 15       | Harlem: Diary of a Summer |
| 2005 | "I Got Dat Drank" (Frayser Boy feat. Mike Jones & Paul Wall)                                                           | –            | –        | –        | Me Being Me               |
| 2005 | "Draped Up" (Remix) (Bun B feat. Lil' Keke, Slim Thug, Chamillionaire, Paul Wall, Mike Jones, Aztek, Lil' Flip & Z-Ro) | –            | 45       | –        | Trill                     |
| 2005 | "Grillz" (Nelly feat. Paul Wall, Ali & Gipp)                                                                           | 1            | 2        | 1        | Sweatsuit                 |
| 2005 | "Still on It" (Ashanti feat. Paul Wall & Method Man)                                                                   | –            | 55       | –        | Collectables by Ashanti   |
| 2005 | "I'm N Luv (Wit a Stripper) (Remix) " (T-Pain feat. Twista, Pimp C, Paul Wall, R. Kelly, MJG & Too Short)              | 5            | 10       | –        | Rappa Ternt Sanga         |
| 2006 | "Drive Slow" (Remix) (Kanye West feat. Paul Wall, GLC & T.I.)                                                          | –            | 42       | –        | Late Registration         |
| 2006 | "Holla at Me" (DJ Khaled feat. Lil' Wayne, Paul Wall, Fat Joe, Rick Ross & Pitbull)                                    | 59           | 24       | 15       | Listennn... the Album     |
| 2006 | "Way I Be Leanin'" (Juvenile feat. Mike Jones, Paul Wall, Skip & Wacko)                                                | –            | 118      | –        | Reality Check             |
| 2006 | "About Us" (Brooke Hogan feat. Paul Wall)                                                                              | 33           | –        | –        | Undiscovered              |
| 2009 | "Diamonds & Patron" (Tino Cochino feat. DJ Felli Fel, DJ Class & Paul Wall)                                            | –            | –        | –        | Single                    |
| 2010 | "The Main Event" (Chamillionaire feat. Slim Thug, Dorrough & Paul Wall)                                                | –            | –        | –        | Song                      |
| 2011 | "So Gone (What My Mind Says)" (Jill Scott feat. Paul Wall)                                                             | –            | 28       | –        | The Light of the Sun      |
| 2012 | "I'm from Texas" (Trae Tha Truth feat. Paul Wall, Z-Ro, Slim Thug, Bun B & Kirko Bangz)                                | –            | –        | –        | The Blackprint & Banned   |
| 2013 | "Cuz I'm Famous" (Trvis Barker feat. Paul Wall, Hopsin & Yelawolf)                                                     | –            | –        | –        | TBA                       |

### Apariciones
| Título                       | Año  | Otros artista(s) | Álbum                              |
| ---------------------------- | ---- | --- | ---------------------------------- |
| "One Time"                   | 2001 | Lucky Luciano | Lucky Me                           |
| "Don't Stare At Us"          | 2003 | OG Ron C, Chamillionaire                                                                                                 | Southern's Finest                  |
| "Just Like You"              | 2003 | The Last Mr. Bigg, Chamillionaire                                                                                        | The Mask Is Off                    |
| "Oh No"                      | 2003 | Trae, Chamillionaire | Losing Composure                   |
| "After Party"                | 2004 | Bigg Tyme, Dolla Da'Costa, Magno                                                                                         | The Day After Hell Broke Loose     |
| "Oh No Reloaded"             | 2004 | Trae | Same Thing Different Day           |
| "It's Too Late"              | 2004 | Lil' Head | Tha 4'3 Giant                      |
| "What Y'all Gone Do?"        | 2005 | Blackmail, Chamillionaire                                                                                                | Risk vs. Reward Vol. 2             |
| "Throwed Off"                | 2005 | Baby Bash, Natalie | Super Saucy                        |
| "From the South"             | 2005 | Z-Ro, Lil' Flip | Let the Truth Be Told              |
| "What Ya Know About..."      | 2005 | Mike Jones, Killa Kyleon                                                                                                 | Flex                               |
| "Fuck the Bouncerz Up"       | 2005 | Play-N-Skillz, Lil Jon & the East Side Boyz                                                                              | The Album Before the Album         |
| "Find Me a Freak"            | 2005 | Max Minelli | Get Served                         |
| "I Got Dat Drank"            | 2005 | Frayser Boy, Mike Jones                                                                                                  | Me Being Me                        |
| "What You Been Drankin On?"  | 2005 | Jim Jones, Diddy, Jha Jha                                                                                                | Harlem: Diary of a Summer          |
| "Swervin'"                   | 2005 | Three 6 Mafia, Mike Jones                                                                                                | Most Known Unknown                 |
| "When I Pull Up at the Club" | 2005 | Three 6 Mafia | Most Known Unknown                 |
| "Machete Reloaded"           | 2005 | Daddy Yankee | Barrio Fino en Directo             |
| "What It Do"                 | 2006 | 50/50 Twin, Chamillionaire                                                                                               | Representin Money                  |
| "Cadillac"                   | 2006 | Trae, Three 6 Mafia, Jay'Ton, Lil Boss                                                                                   | Restless                           |
| "Make Dat Pussy Pop"         | 2006 | Tha Dogg Pound | Cali Iz Active                     |
| "That's a Bet"               | 2006 | J.R. Writer | History in the Making              |
| "Mattress Mack"              | 2006 | Jamie Kennedy | Blowin' Up                         |
| "Dippin In Da Lac"           | 2006 | Big Tuck | Tha Absolute Truth                 |
| "Grill & Woman"              | 2006 | DJ Clue?, Mike Jones, Bun B                                                                                              | The Professional 3                 |
| "Let's Get It On"            | 2007 | H.A.W.K., Scooby, Slim Thug                                                                                              | Endangered Species                 |
| "Hit 'Em Up"                 | 2007 | DJ Khaled, Bun B | We the Best                        |
| "What a Feeling"             | 2007 | Collie Buddz | Collie Buddz                       |
| "I Got Dat Candy             | 2007 | Lil Wyte | The One and Only                   |
| "Southside Thang"            | 2007 | Chingo Bling, Fat Pat | They Can't Deport Us All           |
| "Gettin' Money"              | 2007 | DJ Drama, Killa Kyleon, Lil' Keke, Slim Thug                                                                             | Gangsta Grillz: The Album          |
| "Hard Tops & Drops"          | 2008 | Keak da Sneak, Scoot | Deified                            |
| "On Citas"                   | 2008 | Keak da Sneak, Chingo Bling                                                                                              | Deified                            |
| "Popped Up"                  | 2008 | Lucky Luciano | Ahead of My Time                   |
| "Get the Fuck Outta Here"    | 2008 | Tech N9ne, The Popper | Killer                             |
| "On My Feet"                 | 2008 | Skatterman & Snug Brim                                                                                                   | Word on tha Streets                |
| "She Wanna Go"               | 2008 | Colby O'Donis | Colby O                            |
| "Eyes On Paper"              | 2008 | Z-Ro | Crack                              |
| "G Shit"                     | 2008 | Trae, Jay'Ton | The Beginning                      |
| "Ooh So Sexy"                | 2008 | Jon B. | Helpless Romantic                  |
| "Money In the City"          | 2008 | Lil' Keke, Slim Thug, Trey Virdure                                                                                       | Loved by Few, Hated by Many        |
| "Top Drop"                   | 2009 | Slim Thug | Boss of All Bosses                 |
| "Welcome to Houston"         | 2009 | Slim Thug, Chamillionaire, Mike Jones, Bun B, Yung Redd, Lil' Keke, Z-Ro, Mike D, Big Pokey, Rob G, Trae, Lil' O, Pimp C | Boss of All Bosses                 |
| "Leave Another Behind"       | 2009 | Mddl Fngz, Chamillionaire, Bun B                                                                                         | Smoking With the Enemy             |
| "Cadillac"                   | 2010 | Jay'Ton, Trae, Three 6 Mafia, Lil Boss                                                                                   | Got It By Tha Ton                  |
| "Pimp Hop"                   | 2010 | Andre Nickatina | Khan! The Me Generation            |
| "Denzel Washington"          | 2010 | Z-Ro, Chamillionaire | Heroin                             |
| "Paul and Paz"               | 2010 | Vinnie Paz, Block McCloud                                                                                                | Season of the Assassin             |
| "From H-Town to Poznań"      | 2010 | Kaczor, Shellerini | Przyjaźń, Duma, Godność            |
| "Don't Fuck With Me"         | 2011 | Travis Barker, Jay Rock, Kurupt                                                                                          | Give the Drummer Some              |
| "Body Moves Slow"            | 2011 | Baby Bash, Krizz Kaliko                                                                                                  | Bashtown                           |
| "Follow Me"                  | 2011 | Iron Solomon, Isaiah | Monster                            |
| "Too Throwed"                | 2011 | Lucky Luciano, Lil Keke                                                                                                  | Money Bags                         |
| "Bread Up"                   | 2011 | Pimp C, DJ B-Do | Still Pimping                      |
| "Hold Up"                    | 2011 | Pimp C, Bun B | Still Pimping                      |
| "Phenomenon"                 | 2011 | Brokencyde | Guilty Pleasure                    |
| "Houston"                    | 2011 | Slim Thug, Chamillionaire                                                                                                | Houston                            |
| "Creepin'"                   | 2011 | Slim Thug | Houston                            |
| "Knowmtalmbout"              | 2012 | Kirko Bangz | Progression 2: A Young Texas Playa |
| "Money"                      | 2012 | 40 Glocc/Big Bad 4-0, Chamillionaire, OJ da Juiceman                                                                     | New World Agenda                   |
| "All Mine"                   | 2012 | Planet Asia | Black Belt Theatre                 |
| "You"                        | 2012 | Fly Society | International Passport             |
| "Come With Me"               | 2012 | 2win, Lil Keke | Imagine                            |
| "Im A Ridah"                 | 2012 | Juice McCain, A.C.E., Zone, Gauge, LZ, Gwap Onehunnid & Born                                                             | American Me III:The Foundation     |
| "Bitch I'm Ballin"           | 2012 | C-Bo | Orca                               |
| "Swimming PooL Flow"         | 2012 | Slim Thug, Delo | Thug Thursday                      |
| "Lettin' Them Know"          | 2012 | Kirko Bangz | Procrastination Kills 4            |
| "5 Dimension"                | 2012 | J.R. Writer | ET:Extra-Terrestrial Musik         |
| "You Rockin"                 | 2012 | Young Dolph | Blue Magic                         |
| "Rollin'                     | 2012 | Game, Kanye West, Trae tha Truth, Z-Ro, Slim Thug                                                                        | Sunday Service                     |
| "Steak & Shrimp"             | 2013 | Le$, Slim Thug | 000                                |
| "Hustle"                     | 2013 | Yelawolf | Trunk Muzik Returns                |
| "Ol’ Skool Pontiac"          | 2013 | Jeremih, Big Sean | Jeremih                            |
| "Dance On The Moon"          | 2013 | Travis Scott, Theophilus London                                                                                          | Owl Pharaoh                        |
| "Cup Up Top Down"            | 2013 | Kirko Bangz, Z-Ro, Slim Thug                                                                                             | Progression III                    |
| "Let It Whip"                | 2013 | Lecrae | Church Clothes 2                   |